# Joakim Hård
Joakim Hård (Joachim Hård af Segerstad), född 23 augusti 1733 i Stockholm, död 10 maj 1785 på Gudhammar, Hova socken, var en svensk kapten och godsägare. 
Han var son till musketeraren Johan Hård (1684–1740) och Justina Sofia von Düben samt gift första gången 1768 med Brita Sofia Maria Storckenfeldt och andra gången från 1778 med Sofia Augusta Schröder. Hård antogs som elev vid amiralitetet 1758 och utnämndes där till löjtnant 1761 och kapten 1771, han blev major i armén 1774. Samma år övertog han efter sin farbror Magnus Gabriel Hård äganderätten till Gudhammar, Wahlaholm samt Kroppfjäll i Hova socken samt  
 